# Dolmel Wrocław (hokej na lodzie)
Dolmel Wrocław – polski klub hokeja na lodzie z siedzibą we Wrocławiu. Rozwiązany po 1988 roku.
Zespół działał jako sekcja klubu Dolmel Wrocław. Występował w rozgrywkach II ligi oraz III ligi. Po sezonie II-ligowym 1969/1970 została rozwiązana sekcja hokejowa Śląska Wrocław, a zawodnicy tej drużyny zasilili zespół Dolmelu, który w kwalifikacjach awansował do II ligi edycji 1970/1971. Po sezonie 1987/1988 działalność sekcji została zawieszona.
W drużynie występował Jerzy Rożdżyński.

## Sezony
- 1969: III liga – 2. miejsce, rywalizacja o awans o awans do II ligi 1969/1970[4][5][6]
- 1970: III liga – 1. miejsce w rundzie finałowej, awans[7]
- 1971: II liga –
- 1973: II liga – 7. miejsce
- 1974: II liga – 3. miejsce (Grupa Północna)
- 1975: II liga – 3. miejsce
- 1976: II liga – 3. miejsce (Grupa Północna)
- 1977: II liga – 6. miejsce (Grupa Południowa)
- 1978: II liga – 6. miejsce (Grupa Południowa), spadek
- 1979: III liga – 2. miejsce (Grupa Południowa)
- 1980: III liga – 3. miejsce
- 1986: II liga – (Grupa Południowa)
- 1987: II liga – 13. miejsce
- 1988: II liga – 9. miejsce